# Напрочуд кмітливі створіння
Напрочуд кмітливі створіння (англ. Remarkably Bright Creatures) — роман американської письменниці Шелбі Ван Пелт, що вийшов у травні 2022 року у видавництві Ecco Press. Він неодноразово входив до списку бестселерів художньої літератури в твердій палітурці за версією New York Times.
Авторка здобула премію Маклафліна-Естмана-Стернса за дебютний роман 2023 року, яку присуджує Центр письменників.
Роман «Напрочуд кмітливі створіння» — це історія дружби між Марселлусом, гігантським тихоокеанським восьминогом, і Товою, вдовою, яка прибирає в акваріумі, де живе Марселлус.

## Персонажі
- Марселлус — гігантський тихоокеанський восьминіг, який живе в акваріумі Совелл-Бей поблизу Пьюджет-Саунда.
- Това Салліван — 70-річна вдова, яка вночі чистить акваріум і подружилася з Марселусом.

## Продажі
Книжка мала приголомшливий успіх: як повідомляється, вона розійшлася накладом понад два мільйони примірників і витримала 30 перевидань з моменту свого дебюту 2022 року.

## Критичне прийняття
Відповідно до Book Marks, книжка отримала «позитивний» консенсус на основі семи рецензій критиків: три «захопливі», три «позитивні» та одна «змішана».

## Екранізації
Стримінговий сервіс Netflix планує зняти фільм за мотивами роману, а роль персонажки Тови Салліван зіграє актриса Саллі Філд. Режисеркою стрічки буде Олівія Ньюман, а продюсером – Anonymous Content.

## Нагороди
- Фіналіст Audie Award 2023 як аудіокнига року
- 2023 р. Премія Маклафліна-Естмана-Стерна за дебютний роман[2]

## Переклад українською
2024 року у видавництві 2024 року у видавництві «Віват» вийшов український переклад роману. Перекладачка — Роксоляна Стасенко.